# Day-Insel
Die Day-Insel ist eine 11 km lange und 5 km breite Insel vor der Loubet-Küste des Grahamlands im Norden der Antarktischen Halbinsel. Sie liegt unmittelbar südlich der Meerenge The Gullet und 3 km nördlich der Wyatt-Insel im nördlichen Teil des Laubeuf-Fjords.
Erstmals kartiert wurde die Insel 1936 bei der British Graham Land Expedition (1934–1937) unter der Leitung des australischen Polarforschers John Rymill. Dieser gab der Insel provisorisch den Namen Middle Island. 1948 nahm der Falkland Islands Dependencies Survey eine neuerliche Vermessung vor. Namensgeber der heute gültigen Benennung ist Vizeadmiral Archibald Day (1899–1970), Hydrograph der Royal Navy von 1950 bis 1955 und Koordinator der Operationen im Rahmen des Internationalen Geophysikalischen Jahres.